# オオノスリ
オオノスリ（大鵟、学名:Buteo hemilasius）は、タカ目タカ科の鳥。

## 概要
中国北東部やモンゴル、チベットなどの中央アジアで繁殖し、冬期には中国東南部やミャンマー、インド、朝鮮半島で越冬するタカ科の猛禽類。
日本では稀に冬期に飛来することがあり、石川県や与那国島などへの飛来がよく認められる。日本で観察できるノスリの仲間では最大の種で尾羽の横じま模様が特徴。

## 形態
全長61-72cm。

## 生態
地上にいる小~中型哺乳類や中~大型鳥類を捕食する。
4-5月にかけて崖に枯れ枝を用いて営巣し、2-4個の卵を産む。30-45日間抱卵し、孵った雛は42-49日後に巣立つ。